# Battistino Bonali
Battista Bonali detto Battistino (Bienno, 10 ottobre 1962 – Huascarán, 8 agosto 1993) è stato un alpinista italiano.

## Biografia
Considerato da molti uno dei più forti alpinisti italiani degli anni ottanta e novanta è stato protagonista di imprese alpinistiche in Himalaya e in Perù.
Nel 1991 con  Leopold Sulovský conquista la parete Nord dell'Everest senza portatori e senza uso di ossigeno, modificando la via degli australiani Tim Macartney-Snape e Greg Mortimer. La via seguita si sviluppò lungo il Great Couloir (Norton), superato per la prima volta integralmente in quella occasione (fascia rocciosa di 80 metri a 8400 m con difficoltà di 5º grado).
Ha perso la vita nel 1993 sulla parete Nord del Huascarán a 200 metri dalla vetta, travolto da una scarica di ghiaccio e rocce, mentre con l'amico Giandomenico Ducoli cercava di ripercorrere la via Casarotto.
A lui e al suo compagno di cordata Giandomenico Ducoli è stato dedicato il rifugio Torsoleto 2390 m in Val Camonica e il rifugio Pisco a 4765 m nella Cordillera Blanca.